# Abborrtjärnen (Björna socken, Ångermanland, 705154-162854)
Abborrtjärnen är en sjö i Örnsköldsviks kommun i Ångermanland och ingår i Gideälvens huvudavrinningsområde.